# Atmosphärische Elektrizität

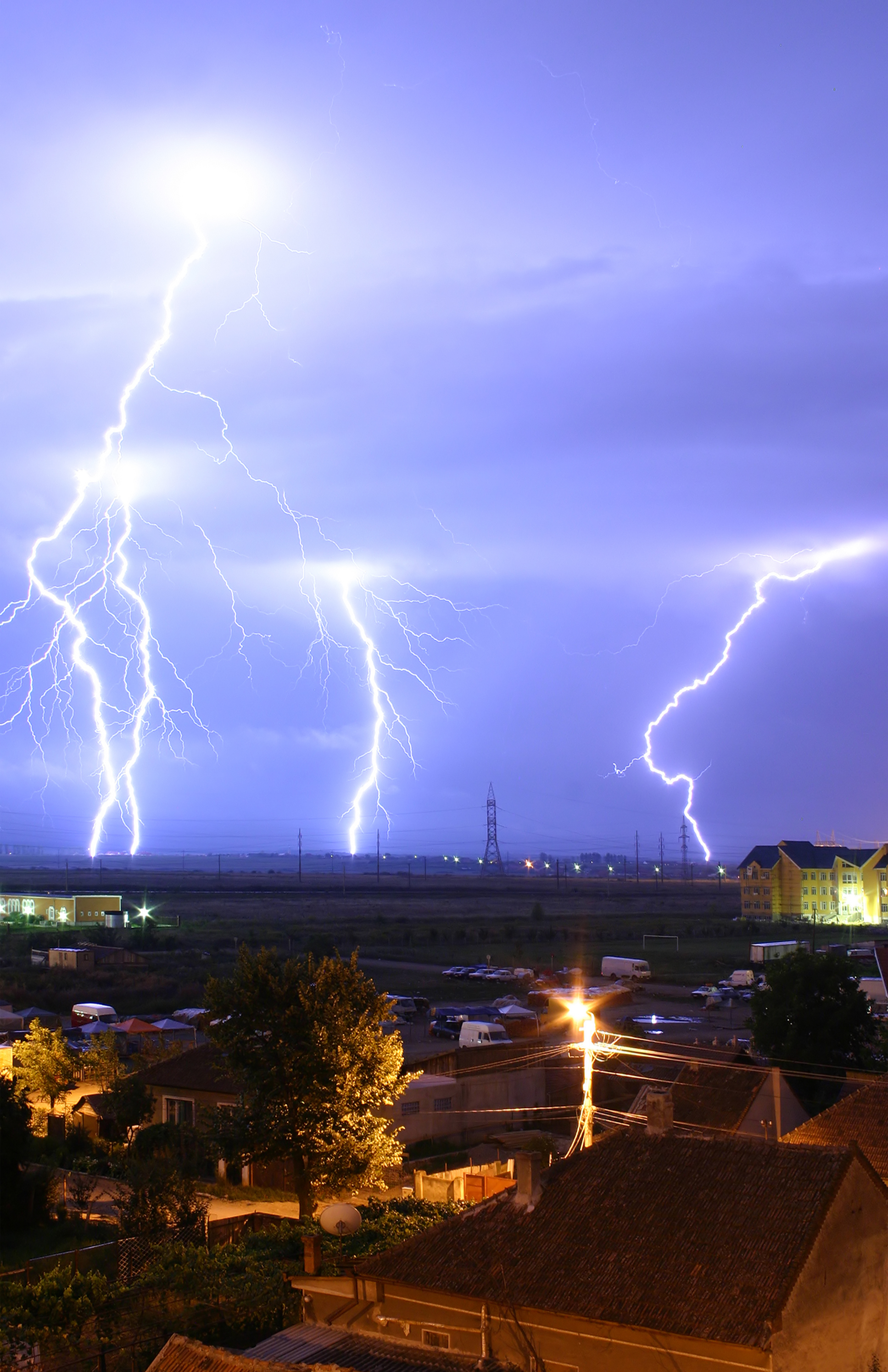
Typischerweise entlädt sich ein Blitz mit 30 kA, bei einer Spannung bis zu 100 MV, und emittiert Licht, Radiowellen, Röntgenstrahlen und sogar Gammastrahlen. Plasmatemperaturen eines Blitzes können bis zu 28·10^{3} K erreichen.

Atmosphärische Elektrizität (auch Luftelektrizität) ist die Beobachtung von elektrischen Erscheinungen, insbesondere elektrischen Entladungen, in der Erdatmosphäre oder der Atmosphäre eines anderen Planeten. Die Untersuchung atmosphärischer Elektrizität ist ein interdisziplinäres Fachgebiet mit einer langen Geschichte, das Konzepte der Elektrostatik und Elektrodynamik, der Atmosphärenphysik, der Meteorologie und der Erdwissenschaften mit einschließt.
Atmosphärische Elektrizität ist spürbar bei Gewittern, bei denen Blitze Ladungen transportieren, aber auch bei Schönwetter existiert ein elektrostatisches Feld der Erde mit einer Feldstärke {\displaystyle {\vec {E}}} von etwa 100–130 V/m.
Ursache ist die kontinuierliche Elektrisierung der Luft durch Ionisierung aufgrund kosmischer Strahlung und natürlicher Radioaktivität. Die resultierende Bewegung von Ladungen zwischen der Erdoberfläche, der Atmosphäre und der Ionosphäre bezeichnet man als globaler atmosphärischer elektrischer Kreislauf. 

## Geschichte
Die ersten Wissenschaftler wie Francis Hauksbee, Isaak Newton, William Wall, Jean-Antoine Nollet und Stephen Gray entdeckten bei Experimenten mit der Leidener Flasche, dass Blitze durch elektrische Entladungen verursacht werden. Im Jahre 1708 entdeckte William Wall, dass von einem geladenen Stück Bernstein Funken sprühten, die einem Blitz ähnlich sehen. Benjamin Franklin zeigte in seinen Experimenten, dass elektrische Phänomene in der Atmosphäre sich nicht grundsätzlich von den im Labor erzeugten Blitzen unterscheiden. Im Jahre 1749 beobachtete Franklin, dass Blitze alle Eigenschaften besitzen, die bei elektrischen Maschinen auch zu finden sind.
Im Juli 1750 stellte Franklin die Hypothese auf, dass Elektrizität mit Hilfe von Metallantennen mit einer scharfen Spitze aus den Wolken angezogen werden kann. Bevor Franklin das Experiment durchführen konnte, hatte Thomas-François Dalibard 1752 schon eine Eisen-Antenne in Marly-la-Ville bei Paris errichtet, mit der er Blitze aus Gewitterwolken anzog. Mit einer Antenne, die an ein geerdetes Kabel angeschlossen und mit einem isolierten Wachsgriff versehen war, konnte er eine Blitzentladung von der Antenne zum Kabel beobachten. So bestätigte er, dass Franklins Theorie korrekt war.
Um 1752 berichtete Franklin von einem berühmten Drachenexperiment. Das Experiment wurde wiederholt von Romas, der an einem Metallstab Funken beobachtete, und von Tiberius Cavallo, der wichtige Beobachtungen über atmosphärische Elektrizität machte. Louis Guillaume Le Monnier reproduzierte 1752 Franklins Experiment mit einer Antenne, aber ersetzte das geerdete Kabel durch Staubpartikel.
Er dokumentierte auch die elektrische Ladung der Atmosphäre bei gutem Wetter. Giovanni Battista Beccaria bestätigte 1775 Lemmoniers Daten und bestätigte, dass die Atmosphäre bei gutem Wetter positiv geladen ist. Horace-Bénédict de Saussure zeichnete 1779 Daten auf, die die induzierte Ladung der Atmosphäre belegen. Saussures Instrument, zwei Kugeln an dünnen Kabeln, ist der Vorläufer des Elektrometers. Saussure fand heraus, dass die Elektrifizierung der Atmosphäre bei guten Witterungsbedingungen jährlich variierte und je nach Höhe unterschiedlich ist.
1785 entdeckte Charles-Augustin de Coulomb die elektrische Leitfähigkeit der Luft. Seine Entdeckung war entgegengesetzt zu der in jener Zeit vorherrschenden Meinung, dass atmosphärische Gase Isolatoren wären (was sie bis zu einem gewissen Grad auch sind, wenn sie nur wenig ionisiert sind). Paul Erman stellte 1804 die Theorie auf, dass die Erde negativ geladen ist und Jean Charles Athanase Peltier bestätigte das.
Zahlreiche Wissenschaftler trugen zu der wachsenden Zahl an Erkenntnissen über die atmosphärischen elektrischen Phänomene bei. Francis Ronalds begann um 1810 einen Potentialgradienten und Luftströme zu beobachten, wobei er kontinuierliche Elektrometer-Daten aufzeichnete.
Er fasste 1840 als Direktor des King’s Observatorium/Kew Observatorium sein wissenschaftliches Werk zusammen, womit er den ersten Datensatz meteorologischer Aufzeichnungen schaffte. Er verlieh auch seine Gerätschaften weltweit mit dem Ziel, globale Daten über atmosphärische Elektrizität zu erheben. Kelvins Wassertropfensammler und das Ringelektrometer wurden 1860 im Kew Oberservatorium präsentiert und die atmosphärische Elektrizität blieb das Spezialgebiet des Observatoriums bis zu seiner Schließung. Für Höhenmessungen wurden damals Drachen sowie Wetterballone oder Aerostaten benutzt, um das Equipment für die Experimente in die Luft zu befördern. Frühe Experimente wurden sogar in Heißluftballonen durchgeführt.
Hoffert identifizierte 1888 verschiedene Gewitterblitze mit einer der frühen Kameras. Elster und Geitel, die ebenfalls an thermoionischen Emissionen arbeiteten, schlugen 1885 eine Theorie vor, die die elektronische Struktur von Gewittern erklärte und später (1899) entdeckten sie die atmosphärische Radioaktivität, sowie die Existenz positiver und negativer Ionen in der Atmosphäre. Pockels (1897) schätzte die Stromintensität des Wetterleuchtens ab, indem er die Lichtblitze mit Basalt gemessen hat.(c. 1900) und er studierte das Magnetfeld, das sich beim Wetterleuchten aufbaut.  Entdeckungen über die Elektrifizierung der Atmosphäre wurden mit sensiblen Messinstrumenten gemacht und die Theorie, dass die Erde negativ geladen ist, wurde im 20. Jahrhundert entwickelt, wobei Charles Thomson Rees Wilson eine wichtige Rolle spielte. Angeregt durch die Arbeiten Franz Serafin Exners auf dem Gebiet der Luftelektrizität beschäftigte sich der spätere Nobelpreisträger Victor Franz Hess für dieses Thema, was zum Nachweis der kosmischen Strahlung führte.
Derzeitige Forschung über atmosphärische Elektrizität konzentriert sich vor allem auf Wetterleuchten, besonders auf energetisch hohe Teilchen und Lichterscheinungen, die sich – auch bei Abwesenheit von Gewittern – in elektrischen Prozessen der Atmosphäre auf Wetter und Klima auswirken.

## Beschreibung
Atmosphärische Elektrizität ist immer gegenwärtig; selbst bei gutem Wetter ohne Gewitterfront ist die Luft oberhalb der Erdoberfläche positiv geladen, während der Boden auf der Erdoberfläche negativ geladen ist. Das kann verstanden werden als Potentialdifferenz zwischen einem Punkt auf der Erdoberfläche und einem Punkt in der darüberliegenden Luftschicht. Auf der Oberfläche beträgt die elektrische Feldstärke 100 V/m. Der Potentialgradient in den meisten Gegenden ist niedriger als dieser Wert, weil die durchschnittliche Ladung sich bei jedem Gewitter und jeder atmosphärischen Luftverwirbelung verringert. Ein schwacher Strom von atmosphärischen Ionen bewegt sich durch das atmosphärische elektrische Feld, ca. 2 Pikoampere pro Quadratmeter, und die Luft ist wegen der Anwesenheit atmosphärischer Ionen schwach leitfähig.

### Variationen
Globale tägliche Zyklen des atmosphärischen Magnetfeldes wurden vom Carnegie-Institut in Washington im 20. Jahrhundert untersucht. Die Carnegiekurve wurde als der elektrische „Herzschlag des Planeten“ bezeichnet.
Auch ohne Gewitter kann die atmosphärische Elektrizität stark variieren, aber generell wird das elektrische Feld durch Nebel und Dunst verstärkt, während sich die elektrische Leitfähigkeit verringert.

### Erdnaher Weltraum
Die Elektrosphäre ist eine Schicht (ab 10 km von der Erdoberfläche bis zur Ionosphäre), die eine hohe elektrische Leitfähigkeit bei einem konstanten elektrischen Potential besitzt. Die Ionosphäre ist der innere Rand der Magnetosphäre und Teil der Atmosphäre, die durch Sonnenstrahlen ionisiert wird. Photoionisation ist ein physikalischer Prozess, bei dem ein Photon auf ein Atom, Ion oder Molekül trifft und aus diesem ein oder mehrere Elektronen herausschlägt.

### Kosmische Strahlung
Die Erde und nahezu alle Lebewesen auf ihr sind einer konstanten Strahlung aus dem Weltraum ausgesetzt. Diese Strahlung besteht primär aus Protonen von extraterrestrischen Quellen. Die Strahlung wechselwirkt mit Atomen der Atmosphäre und erzeugt so einen Luftstrom aus ionisierender Strahlung, wie Röntgenstrahlung, Elektronen, Protonen, Alphateilchen, Pionen und Myonen. Die Ionisierung, die von dieser sekundären Strahlung ausgeht, bewirkt, dass die Atmosphäre leicht leitfähig ist und dass ein leichter Stromfluss über der Erdoberfläche herrscht, der den Stromfluss von Gewittern ausgleicht. Ionen haben charakteristische Parameter wie Elektronenbeweglichkeit, Lebensdauer und Erzeugungsrate, die mit der Höhe der atmosphärischen Luftschicht variiert.

### Gewitter und Blitze

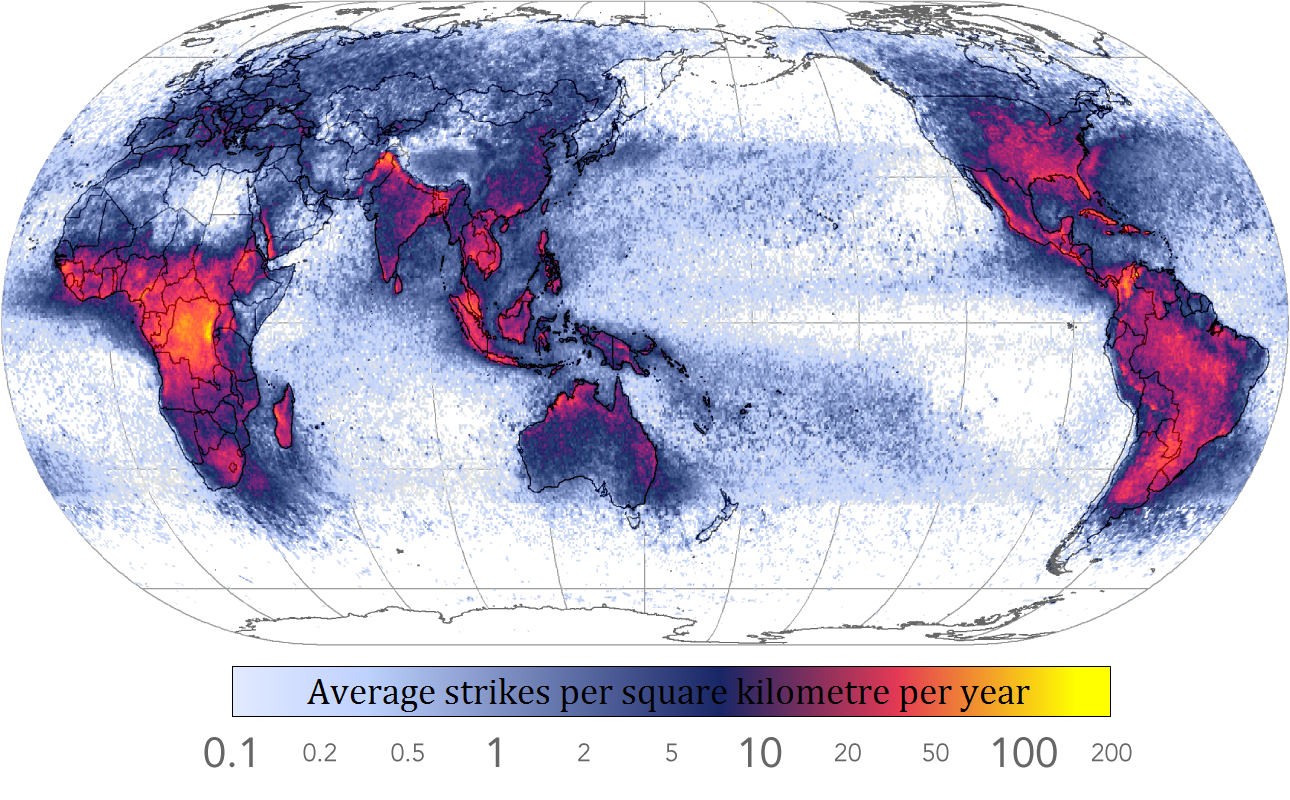
Weltkarte, die die Frequenz der Blitzschläge zeigt in Blitzen pro km² und pro Jahr. Die häufigsten Blitze sind im Kongo. Kombinierte Daten von 1995 bis 2003 mit einem optischen Transientendetektor und von 1998 bis 2003 mit einem Blitzaufzeichnungs-Sensor.

Die Potentialdifferenz zwischen der Ionosphäre und der Erde wird durch Gewitter aufrechterhalten, indem die Blitzschläge negative Ladung aus der Atmosphäre auf den Boden übertragen.
Zusammenstöße zwischen Eis und Graupel im Inneren der Gewitterwolken (Cumulonimbus) verursachen eine Ladungstrennung zwischen positiver und negativer Ladung im Inneren der Wolken, die die Blitze erzeugt. Wie die Blitze entstehen, ist noch im Fokus der Diskussion:
Wissenschaftler schlagen verschiedene Mechanismen als Ursache vor, angefangen von atmosphärischen Luftverwirbelungen (Wind, Feuchtigkeit und atmosphärischem Druck) bis hin zu den Zusammenstößen mit Sonnenwind und Energiepartikeln.
Ein durchschnittlicher Blitzschlag trägt negativen elektrischen Strom von 40 Kiloampere (manche Blitze können auch 120 kA haben), überträgt eine Ladung von 5 Coulomb und eine Energie von 500 Megajoule, genug, um eine 100-Watt-Glühbirne knapp zwei Monate zu betreiben.
Die Spannung hängt von der Länge des Blitzes ab, dessen Luftstrom einen dielektrischen Breakdown von 3 Millionen Volt pro Meter hat, und der eine ungefähre Länge von mehreren 100 Metern hat. Die Blitzentwicklung ist jedoch nicht nur vom dielektrischen Breakdown der Luft abhängig und das für den Blitzschlag erforderliche elektrische Feld kann einige Größenordnungen kleiner sein als der dielektrische Breakdown. Außerdem ist der Potentialgradient innerhalb der Rückschlag-Kanals einige Größenordnungen an Volt pro Meter (oder weniger) aufgrund der Ionisation, was zu einer realen Stromkraft der Größenordnung einiger Megawatt pro Meter führt, bei einem starken Rückschlagstrom von 100 kA.
Wenn die in einer Wolke kondensierte und danach abgeregnete Wassermenge bekannt ist, kann man die Gesamtenergie eines Gewitters berechnen.
Bei einem durchschnittlichen Gewitter wird Energie von 10.000.000 Kilowattstunden (3,6 *1013Joule) freigesetzt, ein starkes Gewitter ist um 10- bis 100fach energiereicher.

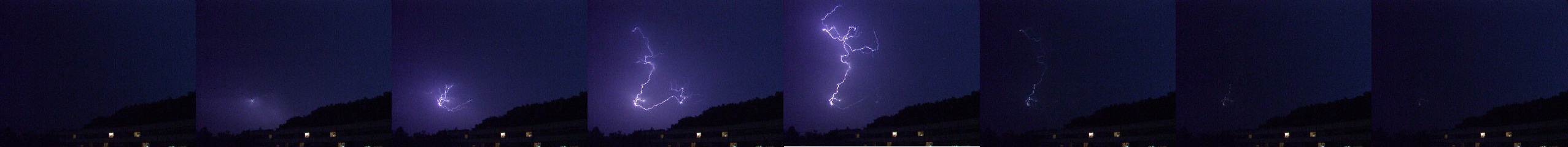
Blitzfolge (Dauer: 0,32 Sekunden)

### Koronaentladung

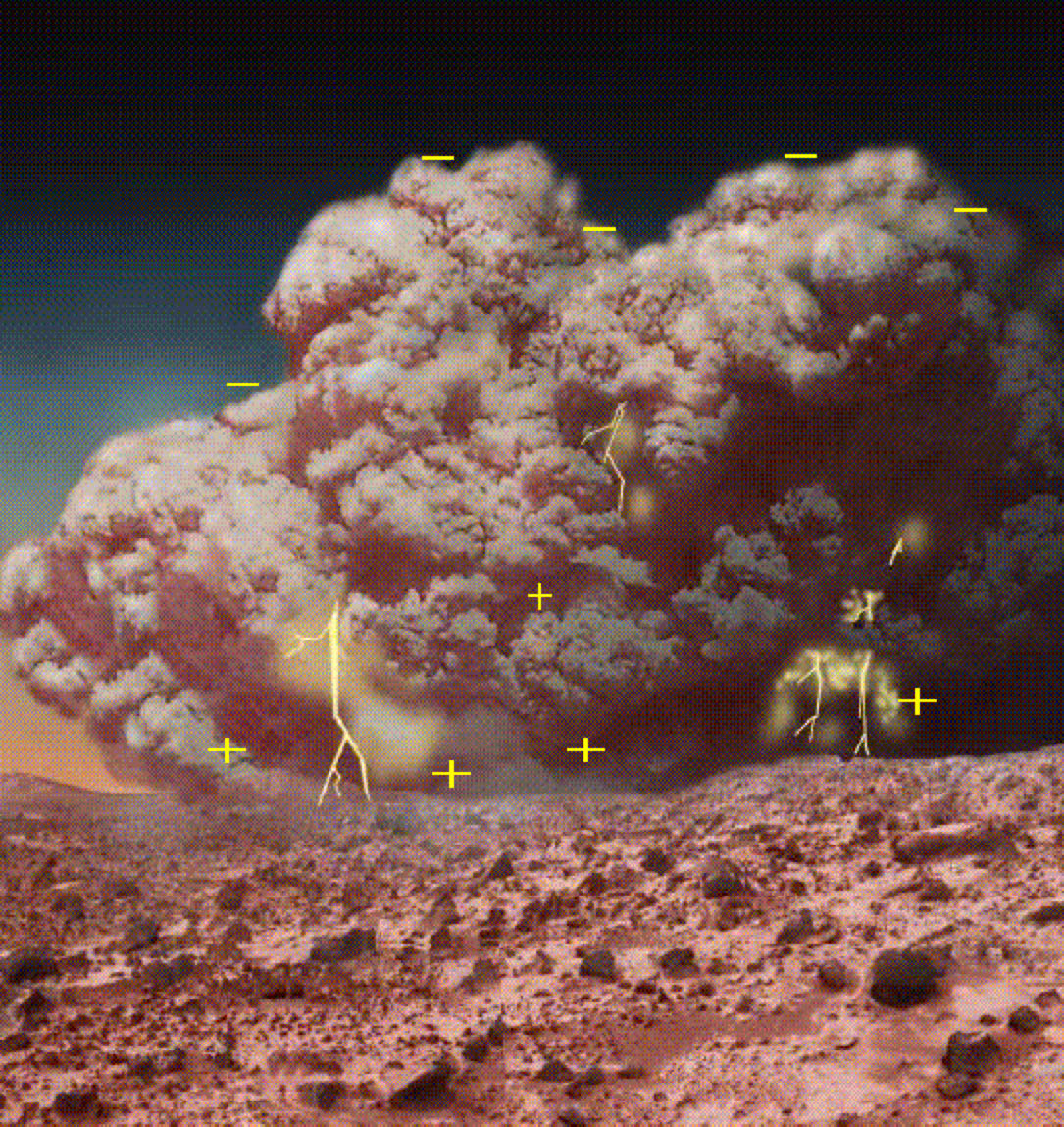
Künstliche Darstellung von atmosphärischer Elektrizität in einem Gewitter/Sandsturm auf dem Mars

Das Elmsfeuer ist ein elektrostatisches Phänomen mit einem Plasma, das durch eine Koronaentladung erzeugt wird, die von einem geerdeten Objekt ausgeht. Auch Wetterleuchten wird oft fälschlicherweise als Elmsfeuer bezeichnet, obwohl beides unterschiedliche Phänomene sind. Obwohl es als „Feuer“ bezeichnet wird, ist das Elmsfeuer in Wirklichkeit ein Lichtplasma, das während eines Gewitters an der Spitze von Bäumen oder hohen Objekten als Lichtstern beobachtet wird.
Eine Koronaentladung wird durch ein elektrisches Feld verursacht, indem die Luftmoleküle, die das betreffende Objekt umgeben, ionisiert und damit sichtbar werden. Ungefähr 1.000–30.000 Volt pro Zentimeter sind erforderlich, um ein Elmsfeuer zu erzeugen, das hängt jedoch auch von der Form des betreffenden Objekts ab. Scharfe Spitzen tendieren dazu, weniger Spannung zu erfordern, da elektrische Felder bei Flächen mit hoher Steigung zu intensiveren Entladungen führen. Elmsfeuer und Funken können auftreten, wenn hohe elektrische Spannung auf Gase trifft. Elmsfeuer sieht man bei Gewitter, wenn die Luftschicht unter dem Gewitter elektrisch aufgeladen ist, und sich eine hohe Spannung in der Luft zwischen Wolke und Boden aufgebaut hat. Die Spannung zieht die Luftmoleküle auseinander und das Gas beginnt zu glühen. Der Stickstoff und der Sauerstoff der Erdatmosphäre lassen das Elmsfeuer blau oder violett fluoreszieren.

### Erd-Ionosphären-Hohlraum
Die Schumann-Resonanz ist eine Reihe von Peaks im niedrigfrequenten Bereich des elektromagnetischen Spektrums der Erde.
Sie wird verursacht durch den Hohlraum zwischen Erde und leitfähiger Ionosphäre, wo diese Wellen erzeugt werden. Dieser Hohlraum ist natürlicherweise durch die Energie von Blitzschlägen energetisch angeregt.

### Elektrisches Erdungssystem
Atmosphärische Ladungen können unerwünschte, gefährliche und manchmal tödliche Spannungen in elektrischen Stromverteilern aufbauen. In der Luft über mehrere Kilometer hängende Kabel, die vom Boden isoliert sind, können große Mengen an Ladung bei hoher Spannung speichern, selbst ohne Gewitter. Diese Ladung entlädt sich selbst über den Weg der geringsten Isolation, was passiert, wenn eine Person einen Stromschalter betätigt oder ein elektrisches Gerät benutzt.
Um den Aufbau der atmosphärischen Ladung zu vermeiden, wird ein elektrisches Verteilersystem an vielen Punkten geerdet, zumindest an jedem Stecker. Ein geerdetes Kabel wird als „sicher“ angesehen und sorgt für den Potentialabbau/Ladungsabfluss ohne Schaden zu verursachen. Das zusätzliche Erdungskabel, in dem normalerweise kein Strom fließt, spielt eine zweite Rolle, nämlich im Falle eines Kurzschlusses für sofortigen Stromabfluss zu sorgen.

### Zeitschriften
- F. J. Anderson, G. D. Freier: Interactions of the thunderstorm with a conducting atmosphere. In: J. Geophys. Res. Band 74, 1969, S. 5390–5396, doi:10.1029/jc074i023p05390, bibcode:1969JGR....74.5390A.
- M. Brook: Thunderstorm electrification. In: S. C. Coroniti (Hrsg.): Problems of Atmospheric and Space Electricity. Elsevier, Amsterdam 1965, S. 280–283.
- W. M. Farrell, T. L. Aggson, E. B. Rodgers, W. B. Hanson: Observations of ionospheric electric fields above atmospheric weather systems. In: J. Geophys. Res. Band 99, 1994, S. 19475–19484, doi:10.1029/94ja01135, bibcode:1994JGR....9919475F.
- R. F. Fernsler, H. L. Rowland: Models of lightning-produced sprites and elves. In: J. Geophys. Res. Band 101, 1996, S. 29653–29662, doi:10.1029/96jd02159, bibcode:1996JGR...10129653F.
- A. C. Fraser-Smith: ULF magnetic fields generated by electrical storms and their significance to geomagnetic pulsation generation. In: Geophys. Res. Lett. Band 20, 1993, S. 467–470, doi:10.1029/93gl00087, bibcode:1993GeoRL..20..467F.
- E. P. Krider, R. J. Blakeslee: The electric currents produced by thunderclouds. In: J. Electrostatics. Band 16, 1985, S. 369–378, doi:10.1016/0304-3886(85)90059-2.
- B. V. Lazebnyy, A. P. Nikolayenko, V. A. Rafal'skiy, A. V. Shvets: Detection of transverse resonances of the Earth-ionosphere cavity in the average spectrum of VLF atmospherics. In: Geomagn. Aeron. Band 28, 1988, S. 281–282.
- T. Ogawa: Fair-weather electricity. In: J. Geophys. Res. Band 90, 1985, S. 5951–5960, doi:10.1029/jd090id04p05951, bibcode:1985JGR....90.5951O.
- D. D. Sentman: Schumann resonance spectra in a two-scale-height Earth-ionosphere cavity. In: J. Geophys. Res. Band 101, 1996, S. 9479–9487, doi:10.1029/95jd03301, bibcode:1996JGR...101.9479S.
- L. Wåhlin: Elements of fair weather electricity. In: J. Geophys. Res. Band 99, 1994, S. 10767–10772, doi:10.1029/93jd03516, bibcode:1994JGR....9910767W.

### Weitere Referenzen
- Richard E. Orville (Hrsg.): Atmospheric and Space Electricity". ("Editor's Choice" virtual journal) – American Geophysical Union. (AGU) Washington, DC 20009-1277 USA
- B. F. J. Schonland: Atmospheric Electricity. Methuen and Co., London 1932.
- Donald R. MacGorman, W. David Rust, D. R. Macgorman, W. D. Rust: The Electrical Nature of Storms. Oxford University Press, 1998, ISBN 0-19-507337-1.
- Thomas Gilbert Cowling: On Alfven's theory of magnetic storms and of the aurora. In: Terrestrial Magnetism and Atmospheric Electricity. Band 47, 1942, S. 209–214.
- H. H. Hoffert: Intermittent Lightning-Flashes. In: Proc. Phys. Soc. London. Band 10, Nr. 1, Juni 1888, S. 176–180.
- H. Volland: Atmospheric Electrodynamics. Springer, Berlin 1984, ISBN 3-540-13510-3.

### Bücher
- James R. Wait: Some basic electromagnetic aspects of ULF field variations in the atmosphere. In: Journal Pure and Applied Geophysics. Volume 114, Number 1, Januar 1976  s. 15–28. doi:10.1007/BF00875488
- National Research Council (U.S.), American Geophysical Union: The Earth's electrical environment. National Academy Press, Washington, D.C 1986. (books.google.com)
- D. N. Baker: Solar Dynamics and Its Effects on the Heliosphere and Earth. International Space Science Institute. (books.google.com)
- Solar variability, weather, and climate. National Research Council (U.S.). Geophysics Study Committee. books.google.com